# Козник – Град витезова
Козник – Град витезова је културно-историјска манифестација која се одржава на срењовековном граду Кознику.
Тврђава се налази осам километара западно од Александровца и десетак километара северозападно од Бруса, а подигнута је у последњој трећини 14. века. Смештена је на обронцима Копаоника, које доминира околином, изнад реке Расине. У историјским подацима се везује за личност великог челника Радича Поступовића (Облачић Раде у народним песмама), велможе Стефана Лазаревића (кнез 1389—1402, деспот 1402—1427).
Комплетна сценографија манифестације са владарском двораном, занатским радионицама, шталама, тремовима, великим бројем барјака, застава, штитова, глумаца и волонтера у средњовековним костимима као и богат програм барем на један дан враћа посетиоце у српски средњи век.
На овом догађају наступају и ансамбли средњовековне музичке реконструктивне витешке групе „Бели орлови”, „Свибор” и гости из иностранства који учествују на међународном витешком турниру. Гозбу сачињавају и разна јела, заливена најбољим жупсим винима. Једина валута којом се тргује на Кознику и којом можете купити храну, вино и сувенире је златник са знаком Козника и Стефана Лазаревића и ови златници се купују на улазу у град.
Оно што је посебна атракција је управо сама локација Козника која се налази на готово 922м м.н.в на месту са кога се простире прелеп видик.
Домаћини гозбе су Завичајни музеј Жупе и Туристичка организација Александровац.